# Virger Nordkette
Als Virger Nordkette wird der Ostgrat des Hohen Eichhams bezeichnet. Die Virger Nordkette erhielt ihren Namen durch ihre Lage als Nordgrenze des Virgentals bzw. der Gemeinde Virgen. Sie ist Teil der Venedigergruppe in den Ostalpen. Der östliche Teil der Virger Nordkette heißt auch Frosnitzkamm.

## Geologie
Die Virger Nordkette gehört geologisch zur oberen Schieferhülle, die sich während der Alpenbildung über den Gneiskern legte. Die obere Schieferhülle wird durch Kalkglimmerschiefer und Kalkphyllite gebildet, die durch fahlgelbe und bleigraue Farben erkennbar sind. In der Virger Bretterwand sind diese Gesteine als charakteristische Platten (Bretter) erkennbar. Durch die günstige Hanglage im Süden der Nordkette bildeten sich fruchtbare Böden, die für die Almwirtschaft genutzt werden. Unter der oberen Schieferhülle schließt sich die untere an, die aus plattig gegliederten Grüngesteinen (Prasiniten) besteht.

## Verlauf
Die Virger Nordkette verläuft von der Virger Bretterwand im Osten bis zum Hohen Eichham (3371 m) im Westen. Zu den Berggipfeln der Virger Nordkette gehören der Ochsenbug bzw. Kristallkopf (3007 m), Bretterspitze (3001 m), Mittereggspitze (3044 m), Galtenkogel (2986 m), Raukopf (3070 m) und Säulkopf (3209 m).

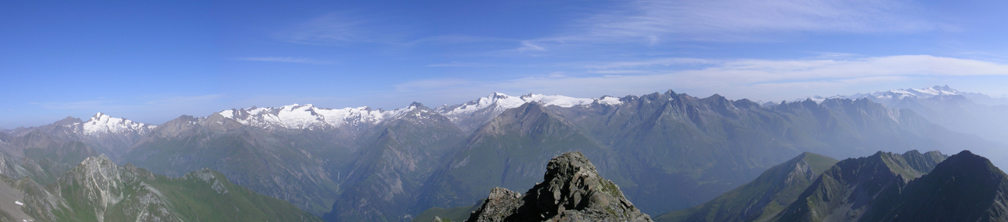
Die Virger Nordkette (rechter Bildbereich) gesehen vom Lasörling